# Поливанов, Николай Иванович
Николай Иванович Поливанов (29 октября 1814 — 7 декабря 1874) — полковник, художник, соученик Лермонтова в Школе гвардейских подпрапорщиков и кавалерийских юнкеров.

## Биография
Родился 29 октября 1814 года в семье сенатора Ивана Петровича Поливанова и Екатерины Николаевне Чирковой (1794—1840), дочери генерал-майора Николая Александровича Чиркова (её сестра, Софья Николаевна, вышла замуж за Дениса Давыдова).

Могила жены Поливановой Л. А., кладбище Симбирского Покровского монастыря.

Обучался в Дворянском полку, потом, вместе с полком участвовал в Турецкой кампании 1828—1829, в 1830 г. служил во 2-й армии, в 18-й артиллерийской бригаде 14-го Армейского корпуса.
Получил образование в Школе Гвардейских подпрапорщиков и кавалерийских юнкеров, откуда поступил в лейб-гвардии Уланский полк. В юнкерской школе носил прозвище «Лафа» и был особенно дружен с М. Ю. Лермонтовым, в собрании сочинений которого можно найти два стихотворения, посвящённые Поливанову, и письмо к нему.
Из Уланского полка был временно командирован в отдельный Кавказский корпус для участия в военных действиях против горцев; после того он служил в Лубенском гусарском полку, а в 1852 г. вышел в отставку. При сборе в Севастопольскую кампанию государственного ополчения состоял начальником 271 дружины Симбирского ополчения, был назначен заведующим всеми дружинами Симбирской губернии.
Будучи художником-любителем, он оставил несколько уникальных альбомов с рисунками, в которых с недюжинным мастерством наблюдателя и рассказчика передал сцены военных схваток с горцами, подробности учений и быта Лейб-гвардии Уланского полка, частности жизни губернского города Симбирска и села Акшуат, где находилась родовая усадьба Поливановых.
Скончался 7 декабря 1874 в Казани и погребён в Москве на Ваганьковском кладбище.

## Семья
Жена — Людмила Александровна Бычкова (15.12.1825 — 13.03.1887). Сын Владимир (1848—1915) — симбирский общественный деятель.